# جامعة هاردرفيك
جامعة هاردرفيك (1648–1811)، تسمى أيضا Guelders Academy (باللاتينية: Academia Gelro-Zutphanica)، كانت تقع بمدينة هاردرفيك في جمهورية هولندا (حاليا: هولندا) تأسست من قبل محاقظة خيلدرلند.

## أبرز خريجي هاردرفيك
- المستكشف ياكوب روغيفين (1690)
- العالم السويدي كارولوس لينيوس (1735)
- الفيلسوف المجري قيصر أباكزي.